# أولاد علي الدهيرات (بني شكدال)
أولاد علي الدهيرات هي إحدى مشيخات المملكة المغربية، تتبع جغرافيا لإقليم الفقيه بن صالح وإداريًا لبني شكدال. يقدر عدد سكانها بـ 3020 نسمة حسب الإحصاء الرسمي للسكان والسكنى لسنة 2004.